# Omophron schoutedeni
Omophron (Phrator) schoutedeni – gatunek chrząszcza z rodziny biegaczowatych i podrodziny Omophroninae.
Gatunek ten został opisany w 1924 roku przez Deleve'a. W obrębie rodzaju Omophron należy do podrodzaju Phrator i grupy gatunków O. vittulatum.
Chrząszcz o ciele długości 11,9 mm i szerokości 7,5 mm. Głowa pomarańczowobrązowa. Żuwaczki u wierzchołka przyciemnione. Zewnętrzna krawędź żuwaczek z klinowatym rozszerzeniem. Przedplecze pomarańczowobrązowe z prawie czarnym wzorem, nierównomiernie punktowane u nasady. Podłużno-owalne pokrywy są brusztynowożółte z prawie czarnym, niemetalicznym wzorem. Na każdej pokrywie po 15 głębokich, punktowanych rzędów.
Gatunek afrotropikalny, znany wyłącznie z Demokratycznej Republiki Konga.